# Álvaro Obregón

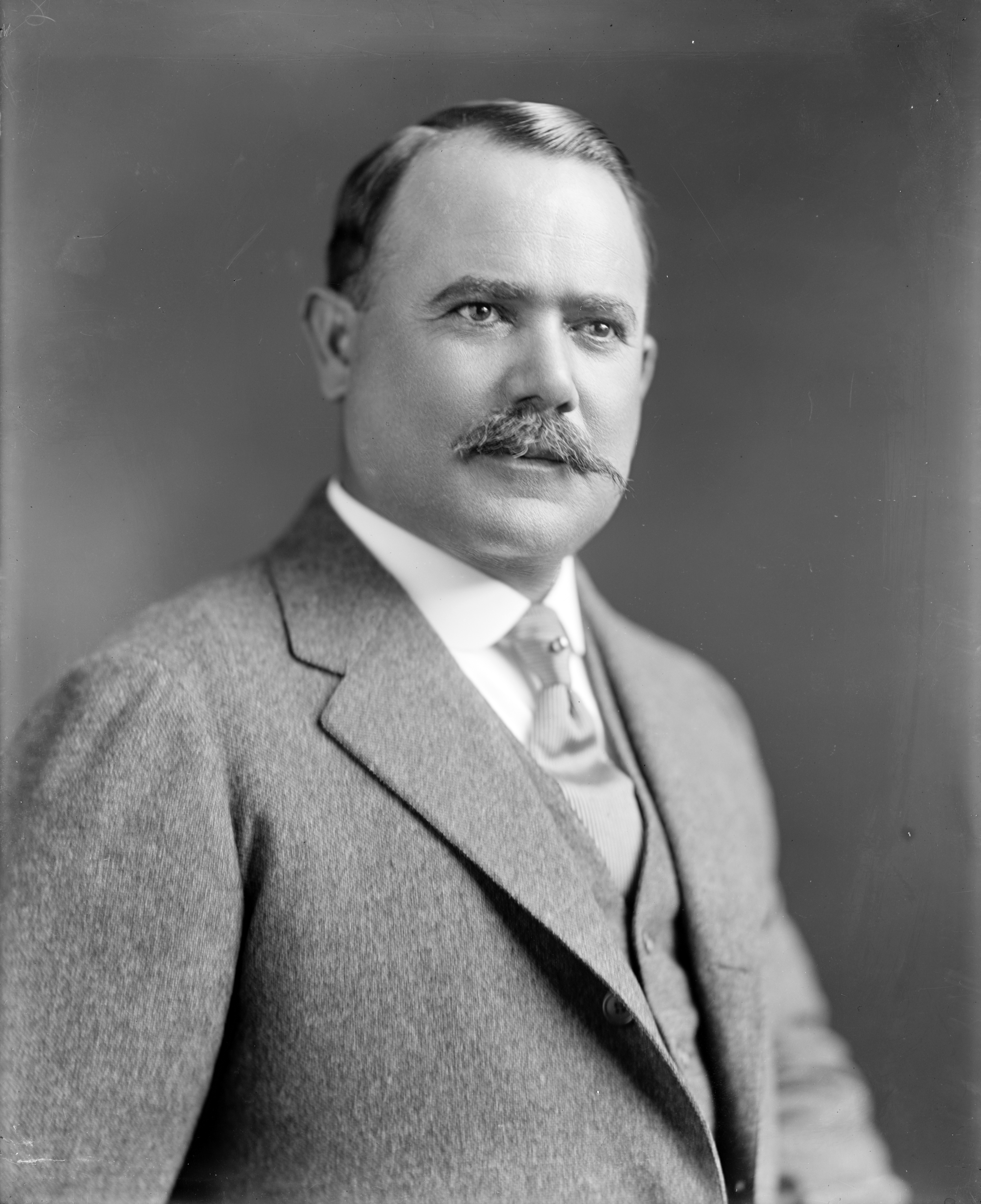
Álvaro Obregón

Álvaro Obregón, född 19 februari 1880 i Navojoa i Sonora, död 17 juli 1928 i San Ángel i Mexico City, var en mexikansk militär (general) och politiker (för Partido Laborista, ett arbetarparti) och var landets 56:e president 1920-1924. 
Obregon deltog i mexikanska inbördeskriget 1913-16 på Venustiano Carranzas sida, var senare krigsminister, gjorde 1920 upprro mot Carranza och blev efter dennes mord samma år president.
Han valdes på nytt till president för perioden 1928-1932 men mördades på restaurangen La Bombilla i San Ángel i Mexico City.